# Christoph Elsenheimer
Christoph Elsenheimer (* um 1523 in Salzburg; † Dezember 1589 in München) war bayerischer Hofkanzler, Hofrat und geheimer Rat, sowie salzburgischer Rat und Assessor am Reichskammergericht. Er entstammte dem seinerzeit noch bürgerlichen Geschlecht der Elsenheimer.

## Biographie
Christophs Vater Wolfgang Christoph entstammte der Familie Elsenheim. Er war Ratsbürger, wie wiederum sein Vater Ulrich Elsenheimer, und Handelsherr in Salzburg. Wolfgang Christophs Mutter Anna Steinhauff entstammte einer Familie aus Passau. Christoph Elsenheimers Mutter hieß Elisabeth Wüllfin (auch Elsbet Wulfingin). Sie war die Tochter eines Matthäus Wülfing.

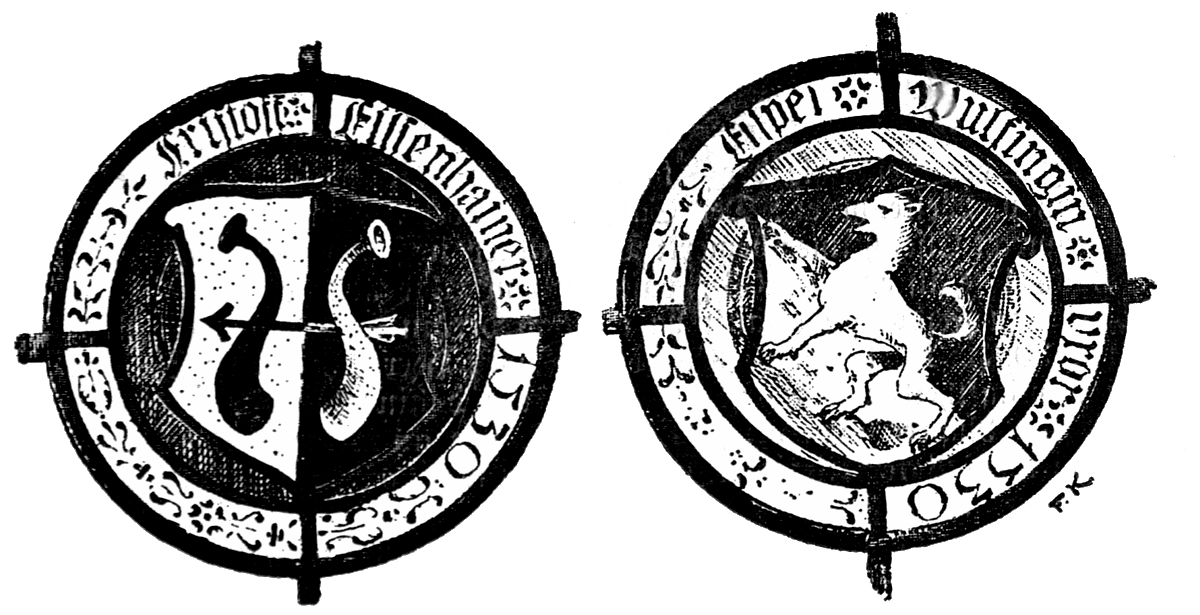

Die Wappen Christoph Elsenheimers Eltern sind seit 1530 in Form zweier Glasgemälde im Schloss Elsenheim verewigt.
Christoph Elsenheimer wurde um das Jahr 1523 in Salzburg geboren. Er studierte Jura unter anderem in Italien. Als Doktor Jur arbeitete er 1554 in Salzburg, auch als Rat. Von 1554 bis 1558 war er Assessor am Salzburger Reichskammergericht.
1558 heiratete er Jakoba Stockhammer († nach 1591). Ihre Mutter Anna Elisabeth (geb. Stipf) stammte aus dem Münchner Patriziat. Jakobas Vater Georg Stockhammer von Lichtenhag war bayerischer geheimer Rat und Pfleger zu Dachau, Pullach und Osterhofen. Christophs und Jakobas Ehe entstammten zwei Söhne und vier Töchter. Christoph Ulrich, einer der Söhne, wurde Münchener Hofkammerpräsident.
1558 ging er in bayerische Dienste, zunächst als Hofrat und 1563 als geheimer Rat. Ende der 1560er Jahre genoss er als Rat hohen Einfluss auf den Herzog Albrecht V. Elsenheimer eiferte der Gegenreformation nach und erfüllte damit auch die ihm bewussten Machtinteressen der Wittelsbacher. Besonders kämpfte er sich um Bistümer für bayerische Prinzen, was im Kölnischen Krieg „gipfelte“. Bayern wurde letztlich dadurch eine katholische Vormacht im Heiligen Römischen Reich. Albrecht V. schlug Elsenheimer im Jahr 1570 erfolglos als Vizekanzler des Reiches vor. Stattdessen wurde er 1574 anstelle des verstorbenen Simon Eck bayerischer Hofkanzler. Am 31. Januar 1577 aus Prag stellte Kaiser Rudolf II. Elsenheimer das kleine Palatinat aus. Der Erzbischof Wolf Dietrich von Raitenau bestätigte in einer Urkunde, datiert auf den 21. Oktober 1587 in Salzburg, den Landadelsstand seiner Familie. Albrechts V. Nachfolger Wilhelm V. war von religiösem Eifer getrieben und wurde von Elsenheimer zu „politische[n] und materielle[n] Rücksichten“ bewegt.
Vom Wesen war Elsenheimer vermittelnd weniger energisch als sein Vorgänger Simon Eck. Stattdessen agierte Elsenheimer, der das fortwährende Vertrauen der Herzöge Albrecht und Wilhelm genoss, erfolgreich, zuverlässig und vorsichtig, insgesamt als Rat mit „klarem Stil“ begabt.
Elsenheimer starb im Dezember 1589, nachdem der „Kölnische Krieg“ zugunsten der bayerischen Herzöge größtenteils zu Ende gegangen war.